# Pioneeranomalie
De Pioneeranomalie of het Pioneereffect is een afwijking in de route van ver verwijderde ruimtevaartuigen ten opzichte van het berekende traject, vooral vastgesteld bij Pioneer 10 en Pioneer 11. De afwijking werd voor het eerst vastgesteld in 1980 en is sinds 1994 het voorwerp van onderzoek en hypotheses. Pas in 2012 kwam er een vrij sluitende verklaring voor deze afwijking: warmtestraling.

## Beschrijving
Pioneer 10 en 11 zijn onbemande ruimtevaartuigen die het zonnestelsel verlaten. Ze hebben enkele planeten onderzocht en bevinden zich thans buiten de planeetbanen. De belangrijkste kracht die op hen inwerkt, is de aantrekkingskracht van de zon. Door deze kracht vertragen deze ruimtevaartuigen stelselmatig. Metingen van de positie en de snelheid (zoals met het dopplereffect) van deze ruimtevaartuigen over de jaren heen geven echter aan dat de gemeten vertraging groter is dan zou kunnen verwacht worden. Deze extra vertraging zou overeenkomen met een kracht die ongeveer 1010 maal zo klein is als de zwaartekracht op aarde.
Specifiek aan Pioneer 10 en 11 is dat ze gedurende heel lange periodes zonder enige aandrijving of bijsturing blijven bewegen. Ze hebben dat niet nodig, want ze hebben geen specifiek doel meer. Veel andere ruimtevaartuigen worden regelmatig bijgestuurd, zodat minieme afwijkingen onmeetbaar worden in vergelijking met de uitgevoerde bijsturingen. Een ander storend effect van sommige ruimtevaartuigen is dat ze een krachtbron aan boord hebben waaruit kleine hoeveelheden ongecontroleerde straling vrijkomt. Op basis van de derde wet van Newton veroorzaakt deze straling dus ook een kracht op het ruimtevaartuig die verantwoordelijk kan zijn voor afwijkingen in de baan.

## Verklaring
Er zijn twee grote families in de verklaringen voor dit Pioneereffect. De eerste gaat uit van klassieke fysica, terwijl de andere verklaringen bepaalde elementen uit de fysica gebruikt op basis van deze anomalie.

### Vertragingsmodel
In deze verklaringen wordt verwezen naar oorzaken die de minieme gemeten kracht kunnen verklaren. Zo wordt verwezen naar de Kuipergordel of donkere materie, naar interplanetaire materie, zonnewind of kosmische straling. Het probleem met verschillende van deze oorzaken is dat de mogelijk resulterende krachten vaak vele malen kleiner zijn dan wat bij de Pioneer-toestellen vastgesteld wordt. Naast deze externe oorzaken werd ook gezocht naar elementen uit de Pioneers zelf die een vertragend effect zouden kunnen hebben. Warmtestraling is daarbij het meest waarschijnlijke.

#### Warmtestraling
Op dit moment is een asymmetrische warmtestraling de meest waarschijnlijke verklaring voor deze anomalie. Beide Pioneers zijn uitgerust met kernbrandstof en de warmtestraling die hierbij vrijkomt vertoont een zekere asymmetrie, onder andere door de antennes die enkel aan de zonnekant voorkomen en waartegen de warmtestraling zou weerkaatsen. Reeds in 2008 waren experts het erover eens dat deze asymmetrie voldoende is om één derde van de waargenomen anomalie te verklaren. Een zwak punt in deze verklaring zat op dat moment in het degressieve aspect van deze thermische straling: naarmate de nucleaire brandstof opgebruikt wordt, zakt de hoeveelheid warmte en dus zou ook de afwijking die ze veroorzaakt jaar na jaar zwakker moeten worden, wat niet meteen duidelijk bleek uit de metingen van de anomalie zelf. Maar volgens Slava Turyshev van het Jet Propulsion Laboratory in een paper onder de titel “Support for temporally varying behavior of the Pioneer anomaly from the extended Pioneer 10 and 11 data sets,” te publiceren in Physical Review Letters in 2011, zou de anomalie wel degelijk zwakker worden naarmate de tijd vordert en niet constant zijn zoals eerst werd aangenomen. Verder onderzoek leidde in 2012 tot de conclusie dat, als rekening wordt gehouden met de asymmetrische warmtestraling van de reactoren, er geen statistisch significante afwijking meer is in het traject van de Pioneer ruimtetuigen.

### Nieuwe fysica
In deze verklaringen worden bepaalde principes van de fysica op de helling gezet. Zo zou het kunnen dat in een omgeving met zeer lage gravitatiekrachten bepaalde effecten optreden die niet meetbaar zijn op aarde. Dit wordt o.a. beschreven in de hypothese van de aangepaste Newtoniaanse dynamica. Ook de theorie van het uitdijende heelal kan een effect hebben op de tijdmeting. Verder wordt er verwezen naar het casimireffect, of naar een mogelijk verschil tussen gravitatiemassa en inertiële massa, wat het zogenoemde equivalentieprincipe op de helling zou zetten. Sommige wetenschappers zien een verband met de Fly-by anomalie die afwijkingen beschrijft die ruimtevaartuigen ondergaan tijdens het voorbijvliegen van de aarde.

## Verwijzing
1. ↑  Turyshev, Slava, [Turyshev Support for temporally varying behavior of the Pioneer anomaly from the extended Pioneer 10 and 11 Doppler data sets]. Pioneer Anomaly due to Thermal Radiation. Cornell University. Geraadpleegd op 22 July 2011.
2. ↑  Slava G. Turyshev, Viktor T. Toth, Gary Kinsella, Siu-Chun Lee, Shing M. Lok, Jordan Ellis, Support for the thermal origin of the Pioneer anomaly, 11 april 2012
3. ↑  Slava G. Turyshev & Viktor T. Toth, The Pioneer Anomaly, Living Rev. Relativity 13, 2010, 4, http://www.livingreviews.org/lrr-2010-4. Retrieved 4 september 2010
4. ↑  C. Johan Masreliez, The Pioneer Anomaly - A cosmological explanation[dode link]. preprint (2005) Ap&SS, v. 299, no. 1, pp. 83–108 →{\displaystyle a_{p}=H_{0}\cdot c}